# Campiglossa malaris
Campiglossa malaris este o specie de muște din genul Campiglossa, familia Tephritidae. A fost descrisă pentru prima dată de Seguy în anul 1934. Conform Catalogue of Life specia Campiglossa malaris nu are subspecii cunoscute.